# William Gao
William Gao (en chino, 高鑫; pinyin, Gāo Xīn; nacido el 20 de febrero de 2003) es un actor y músico inglés. Es conocido por su papel debut como Tao Xu en la serie de Netflix Heartstopper (2022-presente), por el que fue nominado al premio Emmy para niños y familias por mejor interpretación secundaria.
Gao y su hermana menor Olivia Hardy formaron un dúo musical llamado Wasia Project en 2019.

## Biografía
Gao nació en 2002  y es de South Croydon. Es hijo de padre inglés y madre china que se mudó a Inglaterra cuando tenía 20 años. Asistió a Trinity School, donde completó A Levels en chino, música y teatro en 2022. Comenzó a estudiar piano clásico a la edad de 11 años y fue miembro del Trinity Boys Choir. Se incorporó al National Youth Theatre en mayo de 2019.

## Filmografía

### Televisión
| Año           | Título       | Papel  | Notas           |
| ------------- | ------------ | ------ | --------------- |
| 2022-presente | Heartstopper | Tao Xu | Papel principal |

### Teatro
| Año  | Título                          | Papel  | Teatro              | Ref.   |
| ---- | ------------------------------- | ------ | ------------------- | ------ |
| 2016 | Shakespeare at 400              | Puck   | Royal Festival Hall | [ 12 ] |
| 2016 | El sueño de una noche de verano | Cobweb | Glyndebourne        |        |
| 2022 | The Trials                      | Xander | Donmar Warehouse    | [ 13 ] |